# Взрыв из прошлого
«Взрыв из про́шлого» (англ. Blast from the Past) — романтическая комедия 1999 года режиссёра Хью Уилсона. В главных ролях — Брендан Фрэйзер и Алисия Сильверстоун.
Премьера фильма состоялась 12 февраля 1999 года.
Рейтинг картины PG-13.

## Сюжет
Действие фильма начинается в 1962 году, в период Карибского кризиса в США. Келвин Уэббер — крупный учёный, житель Лос-Анджелеса, один из тех американцев, которые серьёзно опасаются советского ядерного удара. Втайне он строит подземное убежище с многолетним запасом продовольствия для своей семьи. По телевизору передают предупреждение о эскалации напряжённости между СССР и США, и Келвин вместе с беременной женой спускается в убежище. Именно в эту минуту на его дом падает потерявший управление истребитель ВВС США. Датчики температуры поднимают тревогу, Келвин решает, что ядерная война началась, и остаётся с семьёй в бункере. Поскольку об убежище никто не знал, соседи и знакомые решают, что семья Уэбберов погибла.
Проходит 35 лет. Адам, сын Келвина, родился и вырос внутри убежища. Автоматический замок бункера отпирается, и Келвин решает, что пора осторожно проверить, что делается на поверхности, а также пополнить запасы продовольствия. Адам, никогда не видевший никого, кроме своих родителей, отправляется наверх. Для того чтобы выручить деньги, он собирается продать коллекцию бейсбольных карточек отца. Хозяин магазина карточек пытается обмануть Адама, но его разоблачает порядочная продавщица магазина Ева и оказывается немедленно уволена. Так они знакомятся. Адам нанимает Еву для помощи с пополнением запасов для убежища.
Они арендуют грузовик и склад, объезжают местные супермаркеты. Между молодыми людьми постепенно возникают чувства, но Адам скрывает своё происхождение. Ева не может объяснить странности в поведении Адама, который не знает элементарных вещей и иногда ведёт себя как ребёнок. После посещения ночного клуба Адам, как полагает Ева, уезжает оттуда вместе с одной из девушек, с которой познакомился на танцах. Ева чувствует приступ ревности, но Адам ночью неожиданно возвращается к ней. После примирения и первого поцелуя Адам пытается объяснить Еве историю своей жизни, однако у девушки начинается паника.
Наутро Ева решает связаться с органами опеки, полагая, что Адам умственно неполноценен. Парень сбегает при попытке задержать его. Ева, чувствуя угрызения совести, начинает поиски Адама и посещает его номер в гостинице, где обнаруживает артефакты 1960-х. Она понимает, что её возлюбленный не врал. Узнав, где примерно находится вход в подземное убежище, Ева находит Адама перед тем, как он уже собирался спуститься вниз. Всё заканчивается счастливо. Адам знакомит Еву со своими родителями. Благодаря сохранённым акциям компании IBM, которые фантастически подскочили в цене, Адам строит дом и благополучно перебирается вместе с семьёй и невестой на поверхность.

## В ролях
| Актёр               | Роль                            |
| ------------------- | ------------------------------- |
| Брендан Фрэйзер     | Адам Уэббер                     |
| Алисия Сильверстоун | Ева Рустикова                   |
| Кристофер Уокен     | Келвин Уэббер                   |
| Сисси Спейсек       | Хелен Уэббер                    |
| Дэйв Фоули          | Трой, друг Евы                  |
| Джоуи Слотник       | Сода Джерк / архиепископ Мелкер |
| Рекс Линн           | Дэйв                            |
| Хью Уилсон          | Леви                            |
| Нейтан Филлион      | Клифф, бывший парень Евы        |
| Дженифер Льюис      | доктор Нина Эрон                |

## Критика
Фильм получил неоднозначные отзывы критиков. На агрегаторе рецензий Rotten Tomatoes рейтинг составляет 58 % на основе 80 рецензии с консенсусом: «Милая идея, но не всегда смешная». На Metacritic рейтинг составляет 48 % на основе 19 рецензий. Роджер Эберт дал фильму 3 звезды из 4, заявив, что «фильм забавный и интересный во всех обычных отношениях, но я благодарен за то, что он попытался сделать больше: что он действительно был о чем-то, что у него была оригинальная предпосылка, что он использовал сатиру и иронию, а также обладал хитрыми подводными течениями».

## DVD релиз
- Дистрибьютор: «West Video»
- Региональный код: 5
- Субтитры: русский
- Звуковые дорожки: русский DTS, русский Dolby Digital 5.1, английский Dolby Digital 5.1
- Формат изображения: 16:9 (1,78:1)
- Длительность: 98 минут

## Награды
- 2000 — номинация на премию «Сатурн» в категории «Лучшая актриса второго плана» (Сисси Спейсек).